# Fedor Bucholtz
Pour les articles homonymes, voir Buchholz.
Fedor Bucholtz (1872 à Varsovie - mai 1924 à Tartu), aussi cité comme Buchholz ou Buchh. dans la littérature, était un botaniste germano-balte.
En 1895, il obtint un diplôme à l'université de Moscou, ses travaux furent dirigés par le célèbre botaniste Ivan Nikolaïevitch Gorojankine (1848-1904). Par la suite il partit étudier différents sujets en Europe et visita notamment la Suisse, Munich, les pays baltes, Moscou.